# Provigyenyija
Provigyenyija (orosz írással: Провидения) városi jellegű település, tengeri kikötő Oroszország ázsiai részén, Csukcsföldön, a Provigyenyijai járás székhelye. A Csukcs-félsziget délkeleti részén, a Bering-tenger Provigyenija-öblének partján fekszik. Lakossága 2034 fő (2015). Az ott élők leginkább halászattal foglalkoznak.